# Reszki (gromada)
Reszki – dawna gromada, czyli najmniejsza jednostka podziału terytorialnego Polskiej Rzeczypospolitej Ludowej w latach 1954–1972.
Gromady, z gromadzkimi radami narodowymi (GRN) jako organami władzy najniższego stopnia na wsi, funkcjonowały od reformy reorganizującej administrację wiejską przeprowadzonej jesienią 1954 do momentu ich zniesienia z dniem 1 stycznia 1973, tym samym wypierając organizację gminną w latach 1954–1972.
Gromadę Reszki z siedzibą GRN w Reszkach utworzono – jako jedną z 8759 gromad na obszarze Polski – w powiecie ostródzkim w woj. olsztyńskim na mocy uchwały nr 22 WRN w Olsztynie z dnia 4 października 1954. W skład jednostki weszły obszary dotychczasowych gromad Gierłoż, Reszki i Turznica oraz miejscowość Smykówko z dotychczasowej gromady Smykowo ze zniesionej gminy Tyrowo, a także obszar dotychczasowej gromady Lipowo ze zniesionej gminy Pietrzwałd, w tymże powiecie. Dla gromady ustalono 13 członków gromadzkiej rady narodowej.
Gromadę zniesiono 30 czerwca 1968, a jej obszar włączono do gromad Samborowo (wsie Reszki i Turznica, PGR-y Podlesie i Smykówko oraz osady Ciemniak, Gierłoż i Stara Gierłoż) i Pietrzwałd (wieś Lipowo, PGR Bałcyny oraz osady Lesiak Lipowski i Marynowo) w tymże powiecie.